# داي فرير
داي فرير (بالإنجليزية: Daði Freyr)‏ هو مغني آيسلندي ولد في 30 يونيو 1992.لديه بنت ولدت في 2019 والتي كانت ملهمة في أغنيته Think About Things.

## وصلات خارجية
- داي فرير على موقع IMDb (الإنجليزية)
- داي فرير على موقع ميوزك برينز (الإنجليزية)
- داي فرير على موقع أول ميوزيك (الإنجليزية)
- داي فرير على موقع ديسكوغز (الإنجليزية)
- داي فرير على موقع ديسكوغز (الإنجليزية)
- داي فرير على موقع قاعدة بيانات الفيلم (الإنجليزية)